# Страхование ответственности
Страхование ответственности — отрасль страхования, объединяющая разнообразные виды страхования, в которых в качестве объекта страхования выступает имущественный интерес, связанный с возмещением страхователем (застрахованным лицом) причинённого им вреда личности или имуществу третьих лиц
.

## Виды ущерба, возмещаемые при страховании ответственности
При страховании ответственности различают следующие виды ущерба:
- имущественный ущерб (вред имуществу) — стоимость ремонта для восстановления движимого и/или недвижимого имущества, другие расходы, вызванные причинением вреда, например, расходы по транспортировке, получению кредита, потеря прибыли и др.;
- личный ущерб (вред личности) — расходы на лечение, расходы, связанные с увеличением потребностей, например, ортопедические приспособления, наём медсестры и т. п.;
- моральный ущерб (компенсация за страдания);
- претензии косвенно пострадавших, например в случае смерти кормильца, расходы на погребение и др.

На практике возмещение двух последних видов ущерба предусматривается не во всех видах страхования ответственности и применяются не во всех странах.

## Разновидности страхования ответственности
Самым распространённым в мире видом страхования ответственности является страхование автогражданской ответственности.
Наряду с этим существуют следующие виды страхования ответственности:
- Страхование ответственности предприятий - источников повышенной опасности;
- Страхование профессиональной ответственности;
- Страхование ответственности товаропроизводителя;
- Страхование ответственности строительного предпринимателя (строительной организации);
- Страхование ответственности владельцев танкеров;
- Страхование ответственности владельца воздушного судна;
- Страхование ответственности владельца морского судна;
- Страхование ответственности перевозчика;
- Страхование индивидуальной гражданской ответственности;
- Другие виды страхования ответственности.

Страхование ответственности часто носит обязательный или вмененный характер, поскольку рассматривается как мера социальной защиты.